# القنب الهندي في العراق
القنب الهندي في العراق غير قانوني.

## التاريخ
يُزعم أنه تم إدخال القنّب إلى العراق عام 1230 م، في عهد الخليفة المستنصر بالله, بحاشية الحكام البحرينيين الذين يزورون العراق.